# Raphismia bispina
Raphismia bispina – gatunek ważki z rodziny ważkowatych (Libellulidae).